# Cremnosterna laterialba
Cremnosterna laterialba är en skalbaggsart som beskrevs av Stefan von Breuning 1936. Cremnosterna laterialba ingår i släktet Cremnosterna och familjen långhorningar. Inga underarter finns listade i Catalogue of Life.